# Elfweard
Elfweard (zm. 1 sierpnia 924 w Oksfordzie) – syn króla Anglii Edwarda Starszego i jego drugiej żony, Elfledy. 

## Życiorys
Po śmierci ojca 17 lipca 924 r. doszło do podziału państwa między jego dwóch najstarszych synów. Syn z pierwszego małżeństwa Athelstan został władcą Mercji, a Elfweard królem Wesseksu. Niektórzy uważają, że był również monarchą zwierzchnim. Elfweard nie został koronowany, zmarł niewiele ponad 2 tygodnie po swoim ojcu i został pochowany w katedrze w Winchesterze. Państwo zostało zjednoczone przez Athelstana.